# Coquerel-Sifaka

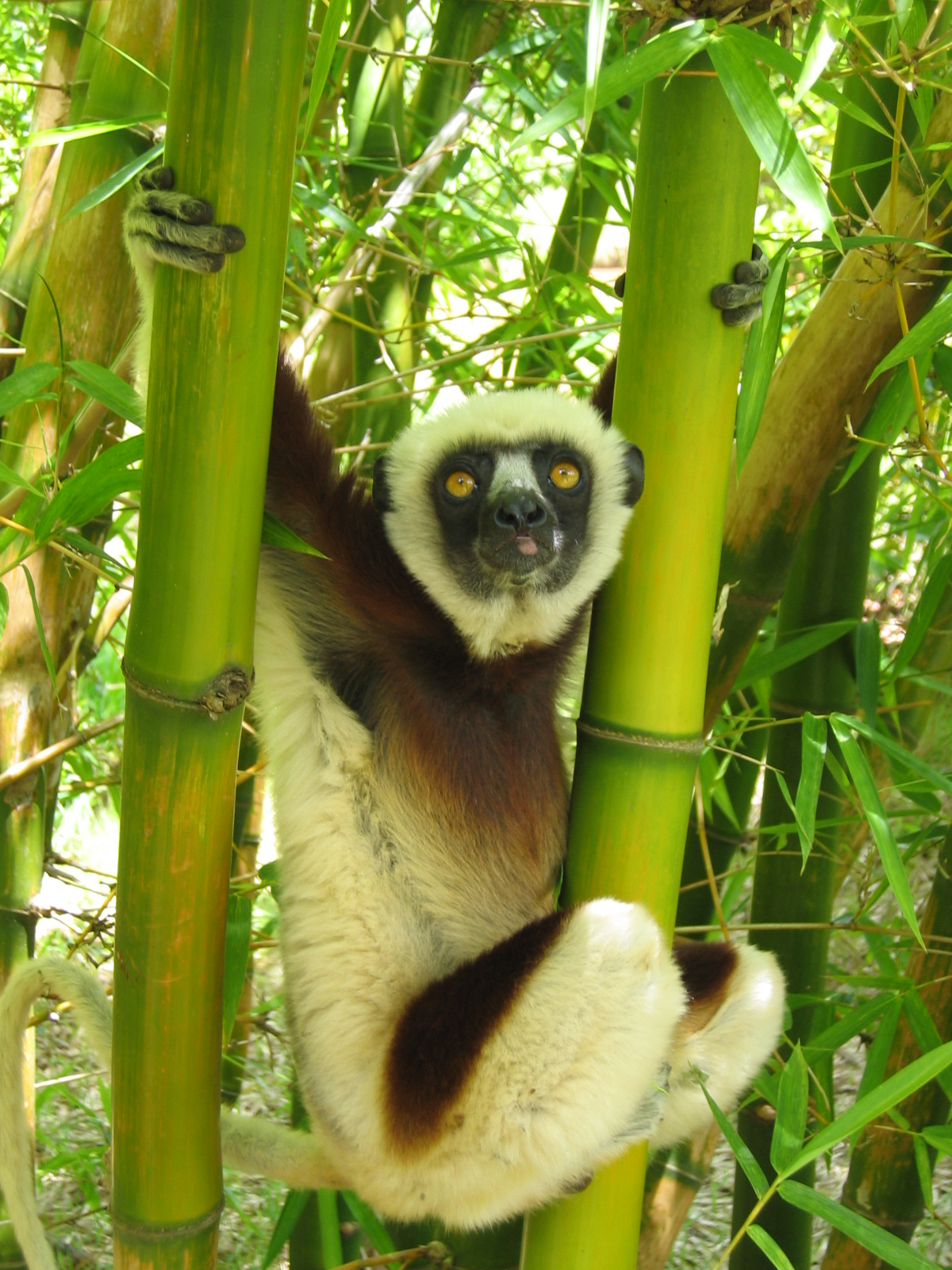
Coquerel-Sifaka

Der Coquerel-Sifaka (Propithecus coquereli) ist eine Primatenart aus der Familie der Indriartigen innerhalb der Lemuren. Er ist zu Ehren des französischen Arztes und Naturforschers Charles Coquerel benannt. Ehemals galt er als Unterart des Larvensifakas.

## Merkmale
Coquerel-Sifakas erreichen eine Kopfrumpflänge von 42 bis 50 Zentimetern, hinzu kommt noch der 50 bis 60 Zentimeter lange Schwanz. Ihr Gewicht beträgt 3,5 bis 4,3 Kilogramm, sie zählen damit zu den kleineren Sifakaarten. Ihr Fell ist weich und dicht, der Kopf, der Rücken und der Schwanz sind weiß, auf den Oberarmen, der Brust und auf den Schenkeln haben sie auffällige braune Flächen. Das von einem weißen Haarkranz umgebene Gesicht ist unbehaart und dunkelgrau oder schwarz gefärbt, die schwarzen Ohren ragen aus dem Fell hervor, die Augen sind gelb. Wie bei allen Sifakas sind die Hinterbeine deutlich länger als die Vorderbeine.

## Verbreitung und Lebensraum

Verbreitungsgebiet des Coquerel-Sifakas

Wie alle Lemuren kommen Coquerel-Sifakas nur auf Madagaskar vor, sie bewohnen ein relativ kleines Gebiet im Nordwesten dieser Insel. Ihr Verbreitungsgebiet erstreckt sich von Befandriana Nord bis zum Fluss Betsiboka. Ihr Lebensraum sind trockene Laubwälder, manchmal sind sie auch in Mangroven zu finden. Sie kommen vom Meeresspiegel bis in 500 Meter Seehöhe vor.

## Lebensweise
Diese Primaten sind tagaktive Baumbewohner, die sich im Geäst senkrecht kletternd fortbewegen, dank ihrer kräftigen Hinterbeine aber auch gut springen können. Sie leben in Gruppen von drei bis zehn, meist vier oder fünf, Tieren. Die kleineren Gruppen sind Familiengruppen mit einem ausgewachsenen Paar und dem gemeinsamen Nachwuchs, die größeren können mehrere Tiere beiden Geschlechts beinhalten und sind variabel in ihrer Zusammensetzung. Es sind territoriale Tiere, ihre Reviere umfassen 4 bis 8 Hektar. Meist hält sich die Gruppe allerdings in einem nur 2 bis 3 Hektar großen Kerngebiet auf, an den Rändern können die Reviere mit denen anderer Gruppen überlappen.
Sie sind Pflanzenfresser, die sich vorwiegend von Blättern und Knospen ernähren. In der Trockenzeit nehmen sie auch Rinde zu sich, in der Regenzeit fressen sie vermehrt Blüten und Früchte. In der Regenzeit beginnt die Nahrungssuche schon vor Sonnenaufgang und erstreckt sich – unterbrochen von einer längeren Mittagsrast – bis zum Abend, in dieser Jahreszeit sind die Tagesstreifzüge durchschnittlich 1000 Meter lang. In der Trockenzeit beginnt die Nahrungssuche später und endet früher, allerdings ist die Mittagsrast kürzer. Dadurch legen sie täglich nur rund 750 Meter zurück.
Nach einer rund 160-tägigen Tragzeit bringt das Weibchen im Juni oder Juli meist ein einzelnes Jungtier zur Welt. Dieses klammert sich zunächst an den Bauch der Mutter, später hält es sich an ihrem Rücken fest. Nach fünf bis sechs Monaten wird das Jungtier entwöhnt, mit rund einem Jahr ist es ausgewachsen.

## Gefährdung
Die Hauptbedrohung für die Coquerel-Sifakas stellt die Zerstörung ihres Lebensraums durch Umwandlung in Viehweiden und durch die Holzkohleerzeugung dar. Traditionell genossen die Tiere aus Tabugründen Schutz vor der Bejagung, durch Zuwanderung in ihr Verbreitungsgebiet und Aufweichung der Traditionen fällt dieser Schutz immer mehr weg, sodass die Bejagung heute bereits eine Bedrohung darstellt. Die IUCN schätzt, dass die Gesamtpopulation in den letzten 30 Jahren (drei Generationen) um mehr als 50 % zurückgegangen ist, und listet die Art als „vom Aussterben bedroht“ (critically endangered).

## Belege
1. ↑  Beolens, Watkins & Grayson: The Eponym Dictionary of Mammals. Johns Hopkins University Press, Baltimore 2009, ISBN 978-0-8018-9304-9, S. 85 (Coquerel).